# GEH-Wert

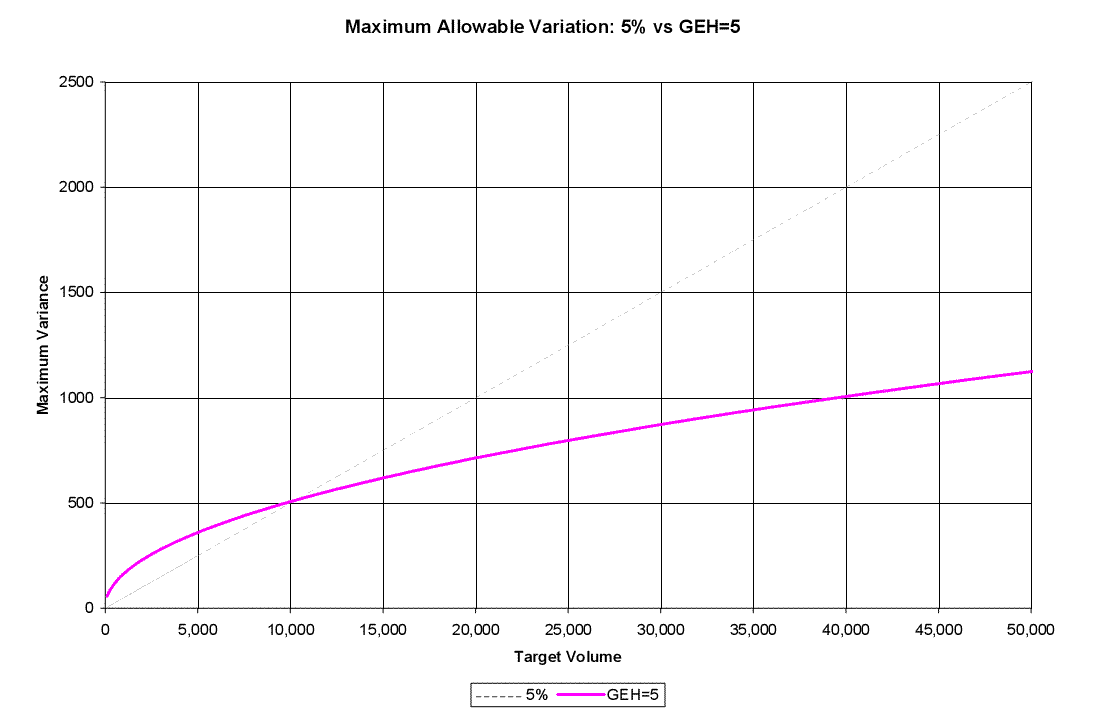
Maximale Abweichung einer Größe bei einem GEH-Wert von 5

Der GEH-Wert ist ein Anpassungsgütemaß in der Verkehrsmodellierung und -planung. Er sagt aus, wie gut zwei Verkehrsstärken (meist ein Modellwert und ein Zählwert) übereinstimmen.

## Idee
Der Wert ist nach seinem Erfinder Geoffrey E. Havers benannt. Obwohl die Berechnung dem Chi-Quadrat-Test ähnelt, ist der GEH-Indikator kein echter statistischer Test, sondern eine empirische Formel. Sie erfüllt den planerischen Anspruch, dass die Qualität der Übereinstimmung von Verkehrsstärken abhängig von ihrer Größe wahrgenommen wird. Während bei hohen Verkehrsstärken die relative Abweichung über die Qualität entscheidet, ist bei geringen Verkehrsstärken die absolute Abweichung wichtiger.
Die Idee bei der Konstruktion des GEH-Wertes ist, eine Größe zu schaffen, in die sowohl die relative Abweichung als auch die absolute Abweichung eingehen. Deshalb ist GEH definiert als das geometrische Mittel von relativer und absoluter Abweichung. Das arithmetische Mittel wäre dagegen nicht geeignet, weil dabei die absolute Abweichung die relative dominieren würde.

## Berechnung
Der GEH-Wert wird immer für zwei Werte, beispielsweise einen Modellwert {\textstyle M} und einen gezählten Wert {\textstyle Z}, berechnet.
{\displaystyle GEH={\sqrt {\frac {2\cdot (M-Z)^{2}}{M+Z}}}}
Der GEH-Wert wird in verschiedenen Regelwerken im Straßenbau als Qualitätskriterium für Verkehrsmodellrechnungen angegeben. Er findet sich beispielsweise in dem britischen Design Manual for Roads and Bridges und der Richtlinie WebTAG, der australischen National Guideline for Transport System Management in Australia oder der europäischen JASPERS Appraisal Guidance (Transport). In die bundesdeutschen Regelwerke ging er 2015 mit dem Handbuch für die Bemessung von Straßen ein. Typischerweise wird bei Verkehrsstärken in Fahrzeugen/Stunde ein GEH-Wert unter 5 oder 4 als ausreichend gut bewertet.

## Kritik am GEH
Der GEH-Indikator ist davon abhängig, welche Größe die Werte haben. Der GEH-Wert von zwei Zählungen unterschiedlicher Dauer (z. B. Tages- vs Stundenwerte) kann also nicht direkt verglichen werden. Deshalb ist der GEH auch nicht für die Bewertung anderer Kenngrößen, z. B. von Wegelängen, geeignet.
Abweichungen nach oben oder nach unten werden unterschiedlich bewertet, die Berechnung ist also nicht spiegelsymmetrisch.
Der GEH-Wert ist zudem nicht einheitenlos, sondern hat die Einheit {\textstyle {\sqrt {\frac {Fahrzeuge}{Stunde}}}}.
Der GEH liegt nicht in einem Wertebereich zwischen 0 (keine Übereinstimmung) und 1 (perfekte Übereinstimmung). Der Wertebereich ist damit nur mit ausreichend Erfahrung (= nicht intuitiv) interpretierbar.
Weiterhin wird bemängelt, dass der Wert keine fundierte statistische Herleitung habe.

## Weiterentwicklung SQV

### Berechnungsvorschrift
Ende der 2010er-Jahre wurde auf Grundlage des GEH-Wertes der Scalable Quality Value (SQV, ‚skalierbarer Qualitätswert‘) entwickelt, der die oben erwähnten Probleme des GEH-Werts behebt: Er ist für verschiedene Kenngrößen anwendbar, symmetrisch, einheitenlos und hat einen Wertebereich zwischen 0 und 1. Zudem leiten Friedrich et al. den Zusammenhang zwischen GEH und Normalverteilung her und damit auch den Zusammenhang zwischen SQV und Normalverteilung. Der SQV wird mit einer empirischen Formel mit einem Skalierungsfaktor {\textstyle f} berechnet:
{\displaystyle SQV={\frac {1}{1+{\sqrt {\frac {(M-Z)^{2}}{f\cdot {Z}}}}}}}

### Anwendungsgebiet
Durch die Einführung eines Skalierungsfaktors {\textstyle f} lassen sich mit dem SQV-Wert auch andere Mobilitätskenngrößen bewerten. Der Skalierungsfaktor {\textstyle f} orientiert sich an der typischen Größenordnung der Mobilitätskenngröße (wobei die entsprechende Einheit zu berücksichtigen ist).
| Kenngröße                                                    | Größenordnung | Skalierungsfaktor {\textstyle f} |
| ------------------------------------------------------------ | ------------- | -------------------------------- |
| Zahl der Personenwege pro Tag (gesamt, pro Modus, pro Zweck) | 100           | 1                                |
| mittlere Wegelänge in Kilometer                              | 101           | 10                               |
| Zeitdauer aller Wege pro Person und Tag in Minuten           | 102           | 100                              |
| Verkehrsstärke pro Stunde                                    | 103           | 1.000                            |
| Verkehrsstärke pro Tag                                       | 104           | 10.000                           |

Nach Friedrich et al. eignet sich der SQV-Wert zur Beurteilung von:
- Verkehrsstärken (ggf. kann neben der Tageszeit auch nach Verkehrsarten differenziert werden)

- Personenbezogene Mobilitätskenngrößen:
  - Anzahl der Wege pro Person (nicht differenziert bzw. differenziert nach Modus und / oder Wegezweck, Vorschlag: {\textstyle f=1}),
  - mittlere Reisezeiten pro Weg in Minuten (nicht differenziert bzw. differenziert nach Modus und / oder Wegezweck, Vorschlag: {\textstyle f=30}),
  - mittlere Reiseweiten pro Weg in Kilometern (nicht differenziert bzw. differenziert nach Modus und / oder Wegezweck, Vorschlag: {\textstyle f=10}).

Für folgende Kenngrößen sollte der SQV-Wert jedoch nicht verwendet werden:
- Prozentuale Anteile des Modal-Split bzw. Modal-Shares: Hier gibt es eine feste Obergrenze von 100 %, die nicht überschritten werden kann. Stattdessen kann die Anzahl der Wege pro Person und Modus für die Validierung mit dem SQV-Wert verwendet werden.
- Reisezeiten für Wege zwischen 2 Punkten im Netz: Diese Kenngröße ist nicht vom Weg einer Einzelperson abhängig, sondern sie repräsentiert eine Folge von Strecken entlang einer Route.

### Güteklassen
Die Schweizerische Vereinigung der Verkehrsingenieure und Verkehrsexperten gibt seit 2019 im Leitfaden Qualitätssicherung von Verkehrsmodellen den SQV als Gütemaß für Verkehrsstärken, die Wegeanzahl und die Wegezeit an. Dort wird die Qualität wie folgt bewertet:
- SQV 0.90: sehr gut
- SQV 0.85: gut
- SQV 0.80: akzeptabel

Friedrich et al. empfehlen folgende Klassen:
| SQV    | GEH (bei f = 1.000 und c = 1.000) | Beurteilung                   |
| ------ | --- | ----------------------------- |
| 0,90   | 3,4 bis 3,6 | Sehr große Übereinstimmung    |
| 0,85   | 5,4 bis 5,8 | Große Übereinstimmung         |
| 0,80   | 7,5 bis 8,5 | Mittlere Übereinstimmung      |
| 0,75   | 9,8 bis 11,6 | Akzeptable Übereinstimmung    |
| < 0,75 | > 9,8 bis 11,6 | Unzureichende Übereinstimmung |
|        | (Da der GEH-Wert nicht achsensymmetrisch ist, werden die gleiche absolute Abweichung eines Messwertes nach oben und unten unterschiedlich bewertet.) |                               |

### Berücksichtigung von Standardabweichung und Stichprobengröße
Die Erhebung der Mobilitätskenngrößen oder der Verkehrsstärken erfolgt häufig unter nicht-idealen Bedingungen, z. B. großen Standardabweichungen oder kleinen Stichprobengrößen. Für diese Fälle wurde von Friedrich et al. ein Verfahren beschrieben, das diese beiden Fälle in die Berechnung des SQV-Werts integriert.